# Kaciaryna Arciuch
Kaciaryna Arciuch (ur. 14 października 1991) – białoruska lekkoatletka specjalizująca się w biegach przez płotki.
Na otwartym stadionie startuje tak w biegu na 100 m przez płotki, jak i na dystansie 400 m przez płotki. W 2009 zdobyła brąz mistrzostw Europy juniorów w biegu na 400 m przez płotki. Rok później, w Moncton, została mistrzynią świata juniorów na tym dystansie jednak w wyniku badań antydopingowych okazało się, że Białorusinka stosowała niedozwolone środki, pozbawiono ją medalu oraz zawieszono na okres dwóch lat od 24 lipca 2010 do 12 sierpnia 2012. 
Po powrocie do rywalizacji zajęła 5. miejsce na mistrzostwach Europy w Amsterdamie (2016).
Stawała na podium mistrzostw Białorusi.
Rekordy życiowe: bieg na 100 m przez płotki – 13,59 (19 czerwca 2009, Brześć); bieg na 400 m przez płotki – 55,59 (28 maja 2016, Warszawa).

## Osiągnięcia
| Rok  | Impreza                     | Miejsce        | Konkurencja                | Lokata     | Wynik |
| ---- | --------------------------- | -------------- | -------------------------- | ---------- | ----- |
| 2009 | Mistrzostwa Europy juniorów | Nowy Sad       | bieg na 100 m przez płotki | 4. miejsce | 13,71 |
| 2009 | Mistrzostwa Europy juniorów | Nowy Sad       | bieg na 400 m przez płotki | 3. miejsce | 58,09 |
| 2010 | Mistrzostwa świata juniorów | Moncton        | bieg na 400 m przez płotki | 1. miejsce | 56,16 |
| 2016 | Mistrzostwa Europy          | Amsterdam      | bieg na 400 m przez płotki | 5. miejsce | 56,10 |
| 2016 | Igrzyska olimpijskie        | Rio de Janeiro | bieg na 400 m przez płotki | eliminacje | 56,55 |